# Bernhard Meuser (Politiker)
Bernhard Meuser (* 3. Oktober 1883 in Witten; † 22. Oktober 1949) war ein Landtagsabgeordneter in Nordrhein-Westfalen.
Meuser war Angestellter bei der Eisenbahn. Bis 1942 war er Reichsbahnsekretär und danach bis 1945 Reichsbahninspektor bei der Reichsbahndirektion in Wuppertal.
Politisch war Meuser zunächst im nationalistischen Lager aktiv. So war er von 1906 bis 1933 Mitglied des Reichskolonialbundes und von 1904 bis 1945 Mitglied im Reichskriegsbund. Ab 1904 war er auch Mitglied des Roten Kreuzes. Er gehörte der DNVP an und war bis 1929 Kreisvorsitzender dieser Partei. 
Nach 1945 schloss sich Meuser der CDU an. Im Jahr 1946 war er Mitglied des Provinzialrates Westfalen und 1946 und 1947 Mitglied des ernannten Landtages von Nordrhein-Westfalen.